# Сухий білий сезон
«Сухий білий сезон» («A Dry White Season») — американська кінодрама 1989 року, знята режисером Озаном Пальсі.

## Сюжет
1976 рік, Південна Африка часів апартеїду. Африканер Бенджамін дю Тойт (Дональд Сазерленд) — вчитель, який викладає історію у школі лише для білих. Бен — типовий представник середнього класу, який не цікавиться політикою і вважає, що режим, встановлений урядом ПАР, у своїй основі правильний. Одного разу до нього звертається його садівник, Гордон Нгубене (Вінстон Нтшона) з проханням про допомогу: його сина Джонатана (Бекітемба Мпофу) було побито поліцейськими в ході розгону шкільного мітингу. Бен відмовляється вірити словам Гордона про жорстокість поліції, оскільки вважає, що вона діє в рамках закону. Через деякий час Джонатан бере участь у мирній демонстрації, яка виступає за покращення освіти чорного населення ПАР. Поліцейські відкривають вогонь по школярам, багато хто виявляється вбитий. Джонатан затриманий разом із десятками інших. Гордон дізнається про те, що Джонатана забили на смерть у камері. Пізніше самого Гордона викрадають поліцейські, він зазнає катувань з боку капітана Стольца (Юрген Прохнов) зі Спеціального відділу (політична поліція ПАР). Бена турбує такий стан справ і, незважаючи на незадоволення своєї дружини Сьюзен (Джанет Сузман) та дочки Сюзетт (Сюзанна Харкер), він самостійно намагається дізнатися про долю зниклого садівника. Стольц і його начальник, полковник Фільюн (Герард Тулен), запевняють дю Тойта, що йому нема про що турбуватися і якщо Гордон невинний, то його обов'язково звільнять. Проте від свого водія Стенлі Махайї (Закес Мокає) Бен дізнається, що Гордон та його син були вбиті поліцейськими без суду та слідства. За допомогою адвоката Іена Маккензі (Марлон Брандо) та журналістки з газети «Ранд Дейлі Мейл» Мелані Бруер (Сьюзан Сарандон) Бен вирішує звернутися до суду, але програє справу. Бен починає розуміти, що режим апартеїду фактично дає поліцейським неписане право на злочини щодо чорного населення, яке протестує проти расистських порядків. Він починає діяти самостійно, допомагаючи групі чорношкірих на чолі зі Стенлі, які виступають за зміни в суспільстві.
Поліція приділяє цій групі пильну увагу і починає чинити арешти. Бен збирає аффідевіти (письмові свідчення, дані під присягою), щоб пізніше порушити цивільний позов і ховає їх у своєму будинку. Він присвячує в цей секрет сина та дочку. Поліція обшукує будинок Бена, але нічого не знаходить. Під час обшуку Стольц помічає на книжковій полиці Бена художній альбом Пікассо і відпускає комплімент його вишуканому смаку. Пізніше поліцейські влаштовують вибух у гаражі Бена, де, як вони вважають, знаходяться документи (Сюзетт розповіла про них поліцейським), але син Йохан (Роуен Елмс) рятує їх.
Емілі Нгубене (Токо Нтшінга), вдова Гордона, застрелена після того, як вона відмовилася звільнити будинок, де вони проживали. У Бена починаються неприємності — начальство звинувачує його в тому, що він зв'язався з підривними елементами, однокласники сина обзивають Бена комуністом та другом кафрів. Дружина і дочка Бена, які вважають, що він зрадив свою расу, вирішують з ним розлучитися. Сюзетт пропонує батькові передати їй аффідевіти, щоб вона могла їх сховати у надійній схованці.
Вони зустрічаються у ресторані, де Бен передає їй пакет із документами. Однак Сюзетт не знає, що Бен, який запідозрив її у співпраці з поліцією, насправді віддав їй дещо інше. Вийшовши з ресторану, Сюзетт бачить, що в її машині сидить капітан Стольц. Отримавши пакет, Стольц дякує їй за допомогу, підкреслюючи, що країна потребує таких людей, як вона. Коли Сюзетт їде, Стольц розкриває пакет і виявляє в ньому замість аффідевітів той самий альбом Пікассо, бачений раніше у Бена, і записку, підписану дю Тойтом: «Ніхто не може бути вільним, допоки не вільні всі». Ці документи до цього часу переправлені в редакцію «Ранд Дейлі Мейл» за допомогою Йохана.
Коли дю Тойт виходить із ресторану, Стольц, розлючений тим, що Бен розгадав усі його плани, збиває його машиною, а потім кілька разів переїжджає тіло. Наступного ранку Стольц виходить із дому, щоб сісти в машину та їхати на службу. У цей момент у нього стріляє водій Бена, Махайя, як помста за загибель господаря. На останніх кадрах демонструються передовиці «Ранд Дейлі Мейл», в яких представлені зібрані Беном документи, які звинувачують владу ПАР у злочинах.
На заключних титрах йдеться про те, що фільм присвячений пам'яті тисяч людей, які віддали свої життя за те, щоб ПАР стала вільною.

## У ролях
- Дональд Сазерленд — Бен дю Тойт
- Джанет Сузман — Сьюзен дю Тойт
- Сюзанна Гаркер — Сюзетт дю Тойт
- Ровен Елмс — Йохан дю Тойт
- Юрген Прохнов — капітан Стольц
- Герард Тулен — полковник Фільюн
- Марлон Брандо — Ієн Маккензі
- Сьюзан Сарандон — Мелані Брюєр
- Леонард Магвайр — професор Брюєр
- Закес Мокає — Стенлі Махайя
- Вінстон Нтшона — Гордон Нгубене
- Токо Нтшинга — Емілі Нгубене
- Бекітемба Мпофу — Джонатан Нгубене
- Майкл Гембон — суддя
- Девід де Кейсер — батько Сьюзен
- Рональд Пікап — Лоу
- Пол Брук — доктор Герцог
- Річард Вілсон — Клоет
- Джон Кані — Джуліус
- Жерар Тулен — полковник Вільйон
- Девід де Кейзер — батька Сюзан

## Знімальна група
- Режисер — Озан Пальсі
- Продюсери — Пола Вайнштейн, Тім Гемптон, Мері Селвей
- Сценарій — Колін Велланд, Озан Пальсі
- Оператори — П'єр-Вільям Гленн, Келвін Пайк
- Композитор — Дейв Грусін
- Монтаж — Гленн Каннінгем, Сем О'Стін